# Aurotiomalat de sodiu
Aurotiomalatul de sodiu este o sare de aur, fiind utilizată ca antireumatic.

## Utilizări medicale
Poliartrită reumatoidă rezistentă la tratamentul cu AINS (mai ales formele active, progresive); poliartrită reumatoidă juvenilă, pemfigus, dermatite buloase.

## Farmacocinetică
Injectat i.m. aurotiomalatul de sodiu realizează concentrația plasmatică maximă după 5 ore; se leagă de proteinele plasmatice (albumine) în proporție de peste 90%. În organism aurul se acumulează în sistemul mononuclear fagocitar (sistemul reticuloendotelial), ficat, rinichi, splină, măduvă hematopoietică și în articulațiile afectate. Se elimină foarte lent în special renal (după un tratament de durată eliminarea se poate face în aproximativ 1 an).

## Farmacodinamie
Eficacitatea terapeutică în poliartrită reumatoidă (la circa 70% din bolnavi) apare după 10-20 săptămâni de tratament.
Mecanism de acțiune: Aurul inhibă capacitatea funcțională a fagocitelor mononucleare implicate în inițierea inflamației cronice a sinovialei (sinovita cronică) mediată imunologic.

## Reacții adverse
Reacțiile adverse sunt frecvente (circa 30%): erupții cutanate și prurit, tulburări gastrointestinale, stomatită. Injecțiile pot fi dureroase și uneori sunt urmate (după câteva minute) de reacții vasomotorii. Efecte adverse importante care necesită întreruperea tratamentului: prurit, erupții cutanate, stomatită, eritrodermie, proteinurie, eozinofilie, neutropenie, trombocitopenie, aplazie medulară, modificări hepatice, pulmonare, digestive, oculare.

## Contraindicații
Reacții adverse sau accidente la administrări anterioare, nefropatii, insuficiență hepatică, renală, cardiacă, alterări hematologice, stomatită, lupus eritematos sistemic, dermatoze evolutive, sarcină, alăptare. 
Precauții: control periodic (hematologic, hepatic, renal).

## Farmacografie
Se administrează 10 sau 20 mg o dată/săptămână i.m. profund (urmărind tolerabilitatea). Se crește la 50 mg/săptămână (până apar remisiunile sau până la doza totală de 1 g). )e obicei ameliorările apar după doza totală de 500 mg . Intervalul dintre injecții va fi crescut progresiv la 2 sau 4 săptămâni, tratamentul durând aproximativ 3 luni.
La copii (25-50 kg) se începe cu 5 mg/ săptămână, mărindu-se apoi la 10 mg/săptămână, eventual 20 mg doză maximă.
La copii cu greutate peste 50 kg se începe cu 5 mg/săptămână, se crește la 10 8 săptămână, apoi 20 mg/săptămână, eventual până la 50 mg/săptămână (doză maximă).